# Saison 2021 de la WTT
Navigation
ITTF Pro Tour 2020 WTT 2022
La première saison de la World Table Tennis a eu lieu en 2021. La saison débute en janvier avec le WTT Contender Muscat.
Sont détaillés dans cet article les tournois labellisés WTT series qui rassemblent les meilleurs joueurs de tennis de table au monde et les tournois Feeder series.

## Organisation
Durant la saison les tournois sont divisés en deux catégories - Contender, Star Contender- dans lesquels différents nombres de points de classement mondial peuvent être gagnés. La saison se termine par les finales de la WTT où seuls les seize meilleurs joueurs au classement sont invités.
La saison 2021 a comme points d'orgue les jeux olympiques de Tokyo en juillet puis les championnats du monde organisés à Houston en novembre.

## Tournois WTT series
| N° | Tournoi | Tournoi                          | Lieu               | Date          | Vainqueurs Messieurs | Vainqueurs Messieurs                | Vainqueurs Dames | Vainqueurs Dames                   | Vainqueurs Mixte                   | Dotation  | [ 1 ]  |
| N° | Tournoi | Tournoi                          | Lieu               | Date          | Simple               | Double                              | Simple           | Double                             | Vainqueurs Mixte                   | Dotation  | [ 1 ]  |
| -- | ------- | -------------------------------- | ------------------ | ------------- | -------------------- | ----------------------------------- | ---------------- | ---------------------------------- | ---------------------------------- | --------- | ------ |
| 1  |         | WTT Contender Doha (de)          | Qatar Doha         | 28.2.–6.3.    | Dimitrij Ovtcharov   | Lee Sang-su Cho Dae-seong           | Mima Ito         | Miu Hirano Kasumi Ishikawa         | Lin Yun-ju Cheng I-ching           | $ 200.000 | [ 2 ]  |
| 2  |         | WTT Star Contender Doha (de)     | Qatar Doha         | 5.3.–13.3.    | Tomokazu Harimoto    | Lee Sang-su Jeoung Young-sik        | Mima Ito         | Shin Yu-bin Jeon Ji-hee            | Cheng I-ching Lin Yun-ju           | $ 400.000 | [ 3 ]  |
| –  |         | Jeux olympiques                  | Japon Tokyo        | 23.7.–8.8.    | Ma Long              | –                                   | Chen Meng        | –                                  | Jun Mizutani Mima Ito              | –         | [ 4 ]  |
| 3  |         | WTT Contender Budapest (de)      | Hongrie Budapest   | 15.8.–20.8.   | Truls Möregårdh      | Tobias Hippler Kilian Ort           | Yang Xiaoxin     | Szandra Pergel Dóra Madarász       | Sathiyan Gnanasekaran Manika Batra | $ 75.000  | [ 5 ]  |
| 4  |         | WTT Star Contender Doha II (de)  | Qatar Doha         | 20.9.–25.9.   | Hugo Calderano       | An Jae-hyun Cho Seung-min           | Hina Hayata      | Miyu Nagasaki Minami Ando          | Shunsuke Togami Hina Hayata        | $ 200.000 | [ 6 ]  |
| 5  |         | WTT Contender Tunis (de)         | Tunisie Tunis      | 24.10.–30.10. | Anton Källberg       | Sathiyan Gnanasekaran Harmeet Desai | Hana Matelova    | Linda Bergström Christina Källberg | Jia Nan Yuan Emmanuel Lebesson     | $ 75.000  | ,      |
| 6  |         | WTT Contender Laško (de)         | Slovénie Laško     | 1.11.–7.11.   | Liang Jingkun        | Zhou Qihao Lin Gaoyuan              | Wang Yidi        | Manika Batra Archana Girish Kamath | Wang Chuqin Wang Yidi              | $ 75.000  | [ 10 ] |
| 7  |         | WTT Contender Novo Mesto (de)    | Slovénie Laško     | 8.11.–14.11.  | Liang Jingkun        | Zhou Qihao Lin Gaoyuan              | Liu Weishan      | Wang Yidi Liu Weishan              | Wang Chuqin Wang Yidi              | $ 75.000  | [ 11 ] |
| –  |         | Championnats du monde individuel | États-Unis Houston | 23.11.–29.11. | Fan Zhendong         | Mattias Falck Kristian Karlsson     | Wang Manyu       | Wang Manyu Sun Yingsha             | Wang Chuqin Sun Yingsha            | –         |        |
| 8  |         | WTT Cup Finals (de)              | Singapour          | 4.12.–7.12.   | Fan Zhendong         | –                                   | Sun Yingsha      | –                                  | –                                  | $ 600.000 | [ 12 ] |

## Tournois Feeder series
| N° | Tournoi | Tournoi               | Lieu                 | Date         | Vainqueurs Messieurs | Vainqueurs Messieurs    | Vainqueurs Dames | Vainqueurs Dames                    | Vainqueurs Mixte                   | Dotation | [ 1 ]  |
| N° | Tournoi | Tournoi               | Lieu                 | Date         | Simple               | Double                  | Simple           | Double                              | Vainqueurs Mixte                   | Dotation | [ 1 ]  |
| -- | ------- | --------------------- | -------------------- | ------------ | -------------------- | ----------------------- | ---------------- | ----------------------------------- | ---------------------------------- | -------- | ------ |
| 1  |         | WTT Feeder Düsseldorf | Allemagne Düsseldorf | 7.12.–10.12. | Benedikt Duda        | Jo Yokotani Yuta Tanaka | Yangzi Liu       | Dasa Sinkarova Nikoleta Puchovanova | Tobias Hippler Franziska Schreiner | $ 20.000 | [ 13 ] |